# Juanjo Ciércoles Sagra
Juan José Ciércoles Sagra (L'Hospitalet de Llobregat, 4 de maig de 1988), més conegut com a Juanjo Ciércoles és un exfutbolista català que jugava com a migcampista.

## Trajectòria
Sortit del planter de l'Espanyol, on militaria quatre anys al segon equip, vivint fins i tot el descens del filial espanyolista a Tercera divisió, fou cedit al CE Sabadell la temporada 2010/11, on es va convertir en un dels pilars de l'equip, que ajudarien al conjunt vallesàa aconseguir l'anhelat ascens a Segona divisió. Després de tornar al seu club d'origen, acabaria negociant una rescissió del contracte amb l'Espanyol, per fitxar pel CE Sabadell per dues temporades, complint així la promesa que va fer a l'afició després d'aconseguir l'ascens de l'equip.

## Clubs
| Club        | País      | Temporada | Partits | Gols |    |   |
| ----------- | --------- | --------- | ------- | ---- | -- | - |
| Espanyol B  | Catalunya | 2006-2007 | 4       | 0    | 1  | 0 |
| Espanyol B  | Catalunya | 2007-2008 | 26      | 1    | 9  | 0 |
| Espanyol B  | Catalunya | 2008-2009 |         |      |    |   |
| Espanyol B  | Catalunya | 2009-2010 | 30      | 3    | 13 | 0 |
| CE Sabadell | Catalunya | 2010-2011 | 26      | 0    | 10 | 0 |
| CE Sabadell | Catalunya | 2011-2012 | 25      | 0    | 13 | 0 |